# Робін Лопес
Робін Байрон Лопес (англ. Robin Byron Lopez; 1 квітня 1988) — американський професійний баскетболіст. Виступає за клуб НБА Клівленд Кавальєрс на позиції центрового. Брат-близнюк Брука Лопеса.

## Кар'єра в НБА
Робін Лопес був обраний на драфті 2008 під 15 номером клубом «Фінікс Санз».
Робін потрапив у клуб, основним центровим якого був легендарний Шакіл О'Ніл, тож було очікуваним те, що Лопес буде гравцем запасу. 7 листопада 2008, у грі проти «Чикаго Буллз» Лопес вперше вийшов у стартовій п'ятірці — він замінив травмованого О'Ніла. Провівши на майданчику 30 хвилин, Робін набрав 14 очок, 7 підбирань та 2 блокшоти.
Протягом дебютного сезону Робін 7 разів виходив у старовій п'ятірці. Загалом він взяв участь у 60 іграх регулярної першості та проводив на майданчику в середньому трохи більше 10 хвилин за гру.
Після завершення сезону основний конкурент Лопеса, Шакіл О'Ніл, перейшов у «Клівленд Кавальєрс». Як наслідок, у наступному сезоні Робін 31 раз виходив у стартовій п'ятірці, проводив на майданчику в середньому 19.3 хвилин за гру та набирав у середньому 8.4 очок (у сезоні 2008-09 — 3.2).
Після завершення сезону 2009-10 Лопес дебютував у плей-оф НБА — він пропустив перші два раунди через травму, але все ж взяв участь у 6 матчах.
В подальшому Лопес через травми знов здобув статус гравця запасу. У сезоні 2011-12 він жодного разу не розпочинав матч у стартовому складі.
27 липня 2012 Лопес підписав контракт із «Нью-Орлінс Горнетс».

### Статистика кар'єри в НБА

#### Регулярний сезон
| Сезон   | Команда      | GP  | GS  | MPG  | FG%  | 3P%  | FT%  | RPG | APG | SPG | BPG | PPG  |
| ------- | ------------ | --- | --- | ---- | ---- | ---- | ---- | --- | --- | --- | --- | ---- |
| 2008–09 | Фінікс       | 60  | 7   | 10.2 | .518 | .000 | .691 | 2.0 | .1  | .2  | .7  | 3.2  |
| 2009–10 | Фінікс       | 51  | 31  | 19.3 | .588 | —    | .704 | 4.9 | .1  | .2  | 1.0 | 8.4  |
| 2010–11 | Фінікс       | 67  | 56  | 14.8 | .501 | —    | .740 | 3.2 | .1  | .3  | .7  | 6.4  |
| 2011–12 | Фінікс       | 64  | 0   | 14.0 | .461 | —    | .714 | 3.3 | .3  | .3  | .9  | 5.4  |
| 2012–13 | Новий Орлеан | 82  | 82  | 26.0 | .534 | —    | .778 | 5.6 | .8  | .4  | 1.6 | 11.3 |
| 2013–14 | Портленд     | 82  | 82  | 31.8 | .551 | .000 | .818 | 8.5 | .9  | .3  | 1.7 | 11.1 |
| 2014–15 | Портленд     | 59  | 59  | 27.8 | .535 | .000 | .772 | 6.7 | .9  | .3  | 1.4 | 9.6  |
| 2015–16 | Нью-Йорк     | 82  | 82  | 27.1 | .539 | .000 | .795 | 7.3 | 1.4 | .2  | 1.6 | 10.3 |
| 2016–17 | Чикаго       | 81  | 81  | 28.0 | .493 | .000 | .721 | 6.4 | 1.0 | .2  | 1.4 | 10.4 |
| 2017–18 | Чикаго       | 64  | 64  | 26.4 | .530 | .286 | .756 | 4.5 | 1.9 | .2  | .8  | 11.8 |
| 2018–19 | Чикаго       | 74  | 36  | 21.7 | .568 | .226 | .724 | 3.9 | 1.2 | .1  | 1.1 | 9.5  |
| 2019–20 | Мілвокі      | 66  | 5   | 14.5 | .492 | .333 | .528 | 2.4 | .7  | .2  | .7  | 5.4  |
| 2020–21 | Вашингтон    | 71  | 9   | 19.1 | .633 | .278 | .723 | 3.8 | .8  | .2  | .6  | 9.0  |
| Кар'єра | Кар'єра      | 903 | 594 | 22.1 | .536 | .293 | .747 | 5.0 | .8  | .2  | 1.1 | 8.8  |

#### Плейофф
| Сезон   | Команда   | GP | GS | MPG  | FG%  | 3P% | FT%   | RPG | APG | SPG | BPG | PPG  |
| ------- | --------- | -- | -- | ---- | ---- | --- | ----- | --- | --- | --- | --- | ---- |
| 2010    | Фінікс    | 6  | 6  | 17.3 | .543 | —   | 1.000 | 4.0 | .0  | .3  | .2  | 7.8  |
| 2014    | Портленд  | 11 | 11 | 33.4 | .489 | —   | .667  | 9.2 | .8  | .5  | 1.8 | 10.0 |
| 2015    | Портленд  | 5  | 5  | 23.4 | .600 | —   | 1.000 | 4.4 | .6  | .2  | 1.0 | 5.2  |
| 2017    | Чикаго    | 6  | 6  | 27.0 | .654 | —   | 1.000 | 7.2 | .8  | .5  | 1.0 | 12.7 |
| 2020    | Мілвокі   | 3  | 0  | 7.0  | .750 | —   | .000  | 1.3 | .0  | .0  | .0  | 2.0  |
| 2021    | Вашингтон | 5  | 0  | 14.6 | .720 | —   | .250  | 1.8 | .0  | .0  | .8  | 7.4  |
| Кар'єра | Кар'єра   | 36 | 28 | 23.4 | .575 | —   | .769  | 5.6 | .5  | .3  | 1.0 | 8.4  |